# Tralometrina
La tralometrina és un insecticida piretroide. Té propietats molt potents com a insecticida; actua modificant la cinètica d'activació dels canals de sodi de les neruona, incrementant el temps que es queda obert el canal després de l'estímul, així es despolaritza la neurona durant un període llarg. Això porta a espasmes incontrolats, paràlisi, i finalment la mort. Insectes amb mutacions al seu gen del canal de sodi poden ser resistents a la tralometrina i a altres insecticides similars.